# دختران زرین
دختران زرین (انگلیسی: The Golden Girls) سریال آمریکایی در سبک کمدی موقعیت ساختهٔ سوزان هریس است که بین سال‌های ۱۹۸۵ تا ۱۹۹۲ به تعداد ۱۸۰ قسمت در ۷ فصل از شبکه ان‌بی‌سی پخش شد. داستان دربارهٔ چهار زن پابه‌سن‌گذاشته با بازی بیتریس آرتور، بتی وایت، رو مک‌کلاناهان و ایستل گتی است که باهم در یک خانه زندگی می‌کنند. سریال نامزد ۶۸ جایزه امی و برندهٔ ۱۱ تای آن و نامزد ۲۱ جایزه گلدن گلوب و بزندهٔ ۴ تای آن شده‌است.